# صندوق التنمية الأوروبي
صندوق التنمية الأوروبي (بالإنجليزية: European Development Fund (EDF))‏ هو الأداة الرئيسية لمساعدة الاتحاد الأوروبي (EU) من أجل التعاون الإنمائي في أفريقيا ومنطقة البحر الكاريبي ودول المحيط الهادئ ( مجموعة ACP ) ودول وأقاليم ما وراء البحار (OCT). يتم توفير التمويل من خلال التبرعات الطوعية من قبل الدول الأعضاء في الاتحاد الأوروبي. حتى عام 2020، كان الصندوق خاضعًا لقواعده وإجراءاته المالية الخاصة، وكان يُدار من قبل المفوضية الأوروبية (EC) وبنك الاستثمار الأوروبي. تم دمج EDF في الميزانية العامة للاتحاد الأوروبي اعتبارًا من2021-2027 إطار مالي متعدد السنوات.
نصت المادتان 131 و136 من معاهدة روما لعام 1957 على إنشائها بهدف منح المساعدة التقنية والمالية للبلدان الأفريقية التي كانت لا تزال مستعمرة في ذلك الوقت والتي كانت لبعض البلدان روابط تاريخية معها. عادة ما تستمر 6 سنوات، تقدم كل EDF مساعدة الاتحاد الأوروبي لكل من البلدان الفردية والمناطق ككل.